# Роуз, Морис
Мо́рис Ро́уз (англ. Maurice Rose; 26 ноября 1899 — 30 марта 1945) — американский генерал времён Второй мировой войны, ветеран Первой мировой войны. Родился в семье потомственных раввинов. Самый высокопоставленный еврей в военных кругах США во время Второй мировой войны. Командир 3-й бронетанковой дивизии. Погиб 30 марта 1945 года во время засады

## Начало карьеры
В 1915 году Роуз попытался вступить в ряды Национальной гвардии Колорадо в надежде попасть в отряд Джона Першинга, готовившего экспедицию в Мексику. Роузу было отказано как только выяснилось, что он фальсифицировал свой возраст.
В 1917 году Роуз был призван в пехоту, в 89-ю пехотную дивизию, воевавшую во Франции. Был ранен во время Сен-Миельской операции.
По окончании войны на короткое время покинул армейскую службу, зарабатывая на жизнь коммивояжёром. Вернулся в армию в чине капитана.

## Вторая мировая война
Во время Второй мировой войны Роуз служил в трёх бронетанковых дивизиях.
В Северной Африке Роуз служил в 1-й бронетанковой дивизии. Во время кампании в Тунисе был первым американским офицером, принявшим безоговорочную капитуляцию большой группировки немцев.
Позднее был назначен на должность начальника штаба 2-й бронетанковой дивизии, которую занимал вплоть до назначения командиром 3-й бронетанковой дивизии в августе 1944 года. Вместе с новым назначением повышен в звании до генерал-майора.
В роли командующего дивизией прославился своей напористой манерой ведения войны. Предпочитал командовать, находясь в передних порядках своих войск. Под его руководством 3-я бронетанковая дивизия (США) совершила рекордный стомильный марш, его танки первыми прорвали оборону линии Зигфрида.

## Гибель
Вечером 30 марта 1945 года неподалёку от немецкого Падерборна автомобиль Роуза внезапно столкнулся «нос к носу» с немецким тяжёлым танком из 507-го тяжёлого танкового батальона. Роуз принял решение сдаться немецким танкистам. Во время сдачи молодой командир танка, будучи в возбуждённом состоянии, заметил, что Роуз тянет руку к кобуре. Восприняв это действие как попытку оказать сопротивление, немец выстрелил генералу в голову. Морис Роуз погиб на месте. Двое его спутников по одной из версий попали в плен, по другой — сумели убежать в лес.
Похоронен на американском военном кладбище, Маргратен, Нидерланды.

## Награды
Государственные награды США:
- Крест «За выдающиеся заслуги»
- Медаль «За выдающиеся заслуги»
- Серебряная звезда с двумя дубовыми листьями
- Орден «Легион Почёта» с дубовыми листьями
- Бронзовая звезда с дубовыми листьями
- Медаль «Пурпурное сердце» с дубовыми листьями

Иностранные награды:
- Орден Почётного легиона (Франция)
- Военный крест с пальмовой ветвью (Франция)
- Военный крест с пальмовой ветвью (Бельгия)